# Bahnstrecke Gramenz–Zollbrück
| Die Reste der Bahnstation Krangen-Bussin (Krąg-Buszyno) |                              |                                               |                                               |
| Streckennummer: | PKP: keine                   |                                               |                                               |
| Kursbuchstrecke: | 111m (1934) DR: 111 m (1940) |                                               |                                               |
| Streckenlänge: | 79,2 km                      |                                               |                                               |
| Spurweite: | 1435 mm (Normalspur)         |                                               |                                               |
| |                              |                                               |                                               |
| \| \| \| Bahnstrecke von Falkenburg-Bad Polzin \| \| \| \| \| Bahnstrecke von Neustettin \| \| \| \| 0,0 \| Gramenz (Grzmiąca) \| Gramenz (Grzmiąca) \| \| \| \| Bahnstrecke nach Belgard-Kolberg \| \| \| \| 7,2 \| Grünewald (Kr. Neustettin) (Mieszałki) \| Grünewald (Kr. Neustettin) (Mieszałki) \| \| \| 10,2 \| Zechendorf (Czechy) \| Zechendorf (Czechy) \| \| \| 14,4 \| Bublitz Stadtwald (Śliwno) \| Bublitz Stadtwald (Śliwno) \| \| \| 20,1 \| Bublitz (Bobolice) \| Bublitz (Bobolice) \| \| \| \| Kleinbahn nach Schwellin–Manow–Köslin \| \| \| \| 25,4 \| Oberfier (Buszynko Kraińskie) \| Oberfier (Buszynko Kraińskie) \| \| \| 28,8 \| Drawehn (Drzewiany) \| Drawehn (Drzewiany) \| \| \| 32,4 \| Gerfin (Górawino) \| Gerfin (Górawino) \| \| \| 37,5 \| Gutzmin (Chocimino) \| Gutzmin (Chocimino) \| \| \| \| Kleinbahn von Schlawe und Köslin \| \| \| \| \| \| \| \| \| \| Pollnow Staatsbahnhof (Polanów Miasto) \| \| \| \| 45,0 \| Pollnow (Polanów) \| Pollnow (Polanów) \| \| \| \| Kleinbahn nach Sydow \| \| \| \| 49,4 \| Groß Reetz (Rzeczyca Wielka) \| Groß Reetz (Rzeczyca Wielka) \| \| \| 54,4 \| Rochow (Rochowo) \| Rochow (Rochowo) \| \| \| 57,0 \| Misdow (Mzdowo) \| Misdow (Mzdowo) \| \| \| 61,2 \| Krangen-Bussin (Krąg-Buszyno) \| Krangen-Bussin (Krąg-Buszyno) \| \| \| 66,9 \| (Wendisch) Puddiger (Podgóry) \| (Wendisch) Puddiger (Podgóry) \| \| \| 73,4 \| Suckow (Bez. Köslin) (Żukowo) \| Suckow (Bez. Köslin) (Żukowo) \| \| \| \| Bahnstrecke von Neustettin-Rummelsburg \| \| \| \| 79,2 \| Zollbrück (Pommern) (Korzybie; ehem. Bahnhof) \| Zollbrück (Pommern) (Korzybie; ehem. Bahnhof) \| \| \| \| Bahnstrecke nach Bütow-Lippusch \| \| \| \| \| Bahnstrecke nach Schlawe-Rügenwalde \| \| \| \| \| Bahnstrecke nach Stolp \| \| |                              |                                               |                                               |
| Strecke (außer Betrieb) |                              | Bahnstrecke von Falkenburg-Bad Polzin         | Bahnstrecke von Falkenburg-Bad Polzin         |
| Abzweig ehemals geradeaus und von rechts |                              | Bahnstrecke von Neustettin                    | Bahnstrecke von Neustettin                    |
| Bahnhof | 0,0                          | Gramenz (Grzmiąca)                            | Gramenz (Grzmiąca)                            |
| Abzweig ehemals geradeaus und nach links |                              | Bahnstrecke nach Belgard-Kolberg              | Bahnstrecke nach Belgard-Kolberg              |
| Bahnhof (Strecke außer Betrieb) | 7,2                          | Grünewald (Kr. Neustettin) (Mieszałki)        | Grünewald (Kr. Neustettin) (Mieszałki)        |
| Bahnhof (Strecke außer Betrieb) | 10,2                         | Zechendorf (Czechy)                           | Zechendorf (Czechy)                           |
| Bahnhof (Strecke außer Betrieb) | 14,4                         | Bublitz Stadtwald (Śliwno)                    | Bublitz Stadtwald (Śliwno)                    |
| Bahnhof (Strecke außer Betrieb) | 20,1                         | Bublitz (Bobolice)                            | Bublitz (Bobolice)                            |
| Abzweig geradeaus und nach links (Strecke außer Betrieb) |                              | Kleinbahn nach Schwellin–Manow–Köslin         | Kleinbahn nach Schwellin–Manow–Köslin         |
| Bahnhof (Strecke außer Betrieb) | 25,4                         | Oberfier (Buszynko Kraińskie)                 | Oberfier (Buszynko Kraińskie)                 |
| Bahnhof (Strecke außer Betrieb) | 28,8                         | Drawehn (Drzewiany)                           | Drawehn (Drzewiany)                           |
| Bahnhof (Strecke außer Betrieb) | 32,4                         | Gerfin (Górawino)                             | Gerfin (Górawino)                             |
| Bahnhof (Strecke außer Betrieb) | 37,5                         | Gutzmin (Chocimino)                           | Gutzmin (Chocimino)                           |
| Abzweig geradeaus und von links (Strecke außer Betrieb) |                              | Kleinbahn von Schlawe und Köslin              | Kleinbahn von Schlawe und Köslin              |
| Abzweig geradeaus und nach links (Strecke außer Betrieb) · Strecke von rechts (außer Betrieb) |                              |                                               |                                               |
| Strecke (außer Betrieb) · Kopfbahnhof Streckenende (Strecke außer Betrieb) |                              | Pollnow Staatsbahnhof (Polanów Miasto)        | Pollnow Staatsbahnhof (Polanów Miasto)        |
| Bahnhof (Strecke außer Betrieb) | 45,0                         | Pollnow (Polanów)                             | Pollnow (Polanów)                             |
| Abzweig geradeaus und nach rechts (Strecke außer Betrieb) |                              | Kleinbahn nach Sydow                          | Kleinbahn nach Sydow                          |
| Bahnhof (Strecke außer Betrieb) | 49,4                         | Groß Reetz (Rzeczyca Wielka)                  | Groß Reetz (Rzeczyca Wielka)                  |
| Bahnhof (Strecke außer Betrieb) | 54,4                         | Rochow (Rochowo)                              | Rochow (Rochowo)                              |
| Bahnhof (Strecke außer Betrieb) | 57,0                         | Misdow (Mzdowo)                               | Misdow (Mzdowo)                               |
| Bahnhof (Strecke außer Betrieb) | 61,2                         | Krangen-Bussin (Krąg-Buszyno)                 | Krangen-Bussin (Krąg-Buszyno)                 |
| Bahnhof (Strecke außer Betrieb) | 66,9                         | (Wendisch) Puddiger (Podgóry)                 | (Wendisch) Puddiger (Podgóry)                 |
| Bahnhof (Strecke außer Betrieb) | 73,4                         | Suckow (Bez. Köslin) (Żukowo)                 | Suckow (Bez. Köslin) (Żukowo)                 |
| Abzweig ehemals geradeaus und von rechts |                              | Bahnstrecke von Neustettin-Rummelsburg        | Bahnstrecke von Neustettin-Rummelsburg        |
| Haltepunkt / Haltestelle | 79,2                         | Zollbrück (Pommern) (Korzybie; ehem. Bahnhof) | Zollbrück (Pommern) (Korzybie; ehem. Bahnhof) |
| Abzweig geradeaus und ehemals nach links |                              | Bahnstrecke nach Bütow-Lippusch               | Bahnstrecke nach Bütow-Lippusch               |
| Abzweig geradeaus und ehemals nach rechts |                              | Bahnstrecke nach Schlawe-Rügenwalde           | Bahnstrecke nach Schlawe-Rügenwalde           |
| Strecke |                              | Bahnstrecke nach Stolp                        | Bahnstrecke nach Stolp                        |

Die Bahnstrecke Gramenz–Zollbrück (polnisch: Linia kolejowa Grzmiąca–Korzybie) war eine eingleisige Nebenstrecke der Deutschen Reichsbahn (DR), heute im Gebiet der beiden  polnischen Woiwodschaften Westpommern und Pommern gelegen, die aber von der Polnischen Staatsbahn (PKP) nicht mehr in Betrieb genommen wurde.

## Verlauf
Die fast 80 Kilometer lange Bahnstrecke von Gramenz (Grzmiąca) nach Zollbrück (Korzybie) verlief von Südwesten nach Nordosten im östlichen Hinterpommern. Zu Beginn durchquerte sie die Pommersche Seenplatte und nahm in der Stolper Heide (Puszcza Słupska) ihr Ende. Dabei verband sie die beiden sich bereits zuvor in Neustettin (Szczecinek) begegnenden Bahnstrecken Schneidemühl–Kolberg und Neustettin–Stolp und sorgte für die Anbindung der ländlich strukturierten Region um Bublitz (Bobolice) und Pollnow (Polanów) mit den Kleinbahnstrecken der Köslin–Belgarder Bahnen und der Schlawer Bahnen.
Auf ihrem Weg durchzog die Bahnstrecke Gramenz–Zollbrück die Landkreise Neustettin, Köslin, Schlawe und Rummelsburg entsprechend den heutigen polnischen Kreisen Szczecinek, Koszalin, Sławno und Słupsk. Dabei überquert die Bahnlinie dreimal die Grenze zwischen den Woiwodschaften Westpommern und Pommern.

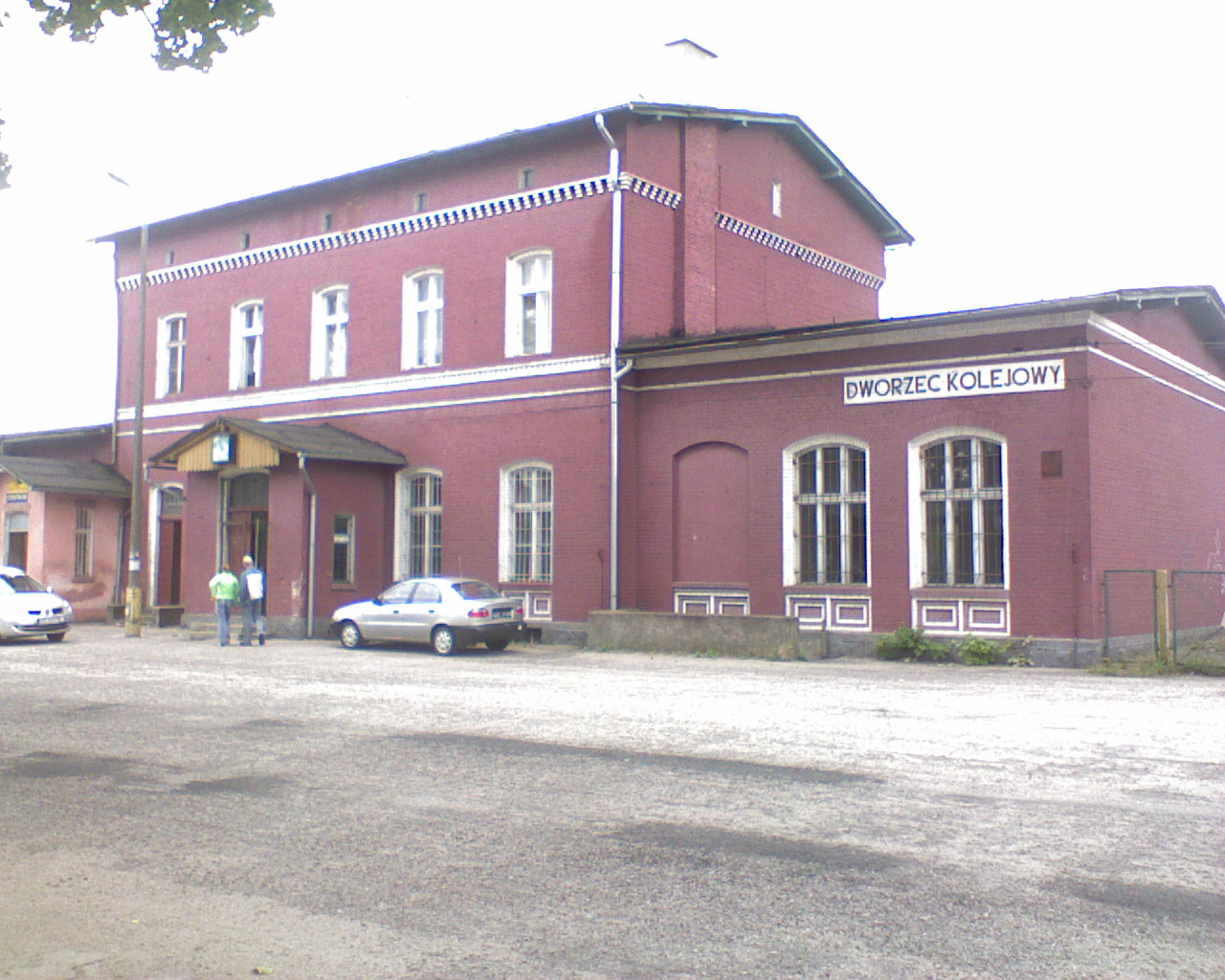
Der Zielbahnhof Zollbrück (Korzybie)

## Geschichte
Die Preußische Ostbahn hatte Gramenz am 15. November 1878 mit der Eröffnung der von (Schneidemühl–) über Neustettin nach Kolberg an ihr Netz angeschlossen.
Am 1. November 1896 wurde dann der erste Abschnitt von Gramenz nach Bublitz Stadtwald freigegeben, und bereits am 15. Dezember 1897 folgte die Verlängerung bis Bublitz. Sechs Jahre später – am 15. Juli 1903 – erfolgte die Inbetriebnahme des dritten Teilstücks von Bublitz nach Pollnow, und dann hat es allerdings noch 18 Jahre gedauert, bis am 1. November 1921 die Lücke von Pollnow bis nach Zollbrück geschlossen werden konnte.
Nach nur 24 Jahren Nutzung als Gesamtstrecke wurde die Bahnstrecke Gramenz–Zollbrück als Folge des Krieges geschlossen. Die Anlagen wurden größtenteils demontiert. Die PKP konnte sich nicht zu einer Wiederherstellung entschließen und hat für diese Bahnlinie auch keine Streckennummer vergeben.